# Fuente de Oro
Fuente de Oro là một khu tự quản thuộc tỉnh Meta, Colombia. Thủ phủ của khu tự quản Fuente de Oro đóng tại Fuente de Oro Khu tự quản Fuente de Oro có diện tích 576 ki lô mét vuông. Đến thời điểm ngày 28 tháng 5 năm 2005, khu tự quản Fuente de Oro có dân số 8317 người.